# Kebagusan (Ampelgading)
Kebagusan is een bestuurslaag in het regentschap Pemalang van de provincie Midden-Java, Indonesië. Kebagusan telt 6511 inwoners (volkstelling 2010).